# 比尔欧布瓦
比尔欧布瓦（法語：Buire-au-Bois，法語發音：[bɥiʁ o bwa]）是法国上法蘭西大區加来海峡省的一个市镇，属于阿拉斯区。

## 地理
比尔欧布瓦（50°15'44"N, 2°9'8"E）面积11.81 平方千米，位于法国上法蘭西大區加来海峡省，该省份为法国北部沿海省份，西北濒北海，南至索姆省，东临北部省。
与比尔欧布瓦接壤的市镇（或旧市镇、城区）包括：菲利耶夫尔、讷莱索克西、鲁日费、沃村、欧克西堡、博夫勒、阿拉韦讷。

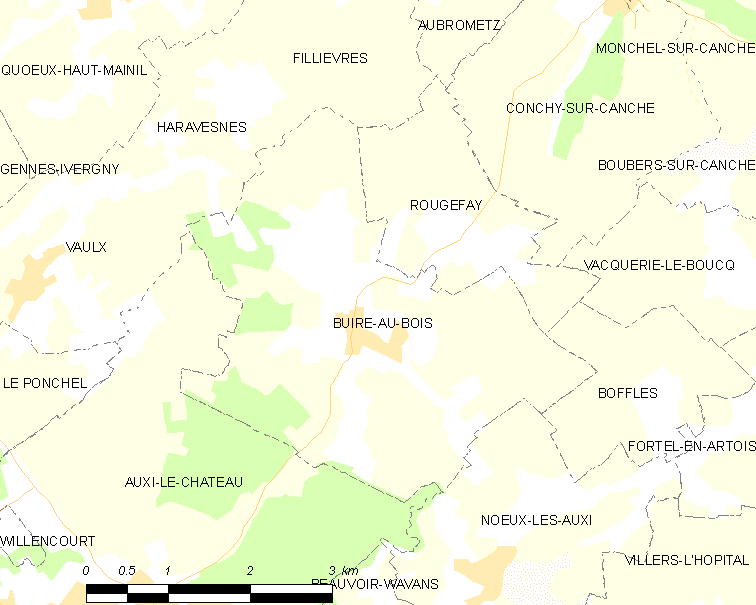
比尔欧布瓦的OSM定位图

比尔欧布瓦的时区为UTC+01:00、UTC+02:00（夏令时）。

## 行政
比尔欧布瓦的邮政编码为62390，INSEE市镇编码为62182。

## 政治
比尔欧布瓦所属的省级选区为欧克西堡县。

## 人口

1962-2008年间比尔欧布瓦人口变化图示

比尔欧布瓦于2022年1月1日时的人口数量为238人。